# Ole Bjørnsmoen Næss
Ole Bjørnsmoen Næss (Siljan, 2 juni 1991) is een Noorse langebaanschaatser. Hij debuteerde op het WK Afstanden in 2016 in Kolomna op de 10.000 meter tegen landgenoot Thomas-Henrik Søfteland.
De moeder van Næss is schaatsster Anne Bjørnsmoen.

## Persoonlijke records
| Afstand      | Tijd     | Datum           | Baan    |
| ------------ | -------- | --------------- | ------- |
| 500 meter    | 38,30    | 13 maart 2014   | Calgary |
| 1000 meter   | 1.13,66  | 16 maart 2012   | Calgary |
| 1500 meter   | 1.49,76  | 22 maart 2015   | Calgary |
| 3000 meter   | 3.48,89  | 14 oktober 2017 | Inzell  |
| 5000 meter   | 6.23,30  | 20 maart 2015   | Calgary |
| 10.000 meter | 13.09,34 | 21 maart 2015   | Calgary |

## Resultaten
| Jaar | WK Afstanden |
| ---- | ------------ |
| 2016 | 9e 10.000m   |
|      |              |
| 2019 | 10e 10.000m  |